# G. E. M. Anscombe
Gertrude Elizabeth Margaret Anscombe (18 mars 1919 - 5 janvier 2001) est une philosophe et théologienne britannique, élève préférée de Wittgenstein. Elle apporte d'importantes contributions en éthique, en philosophie de l'esprit, en philosophie de l'action, logique, sémiotique, et philosophie du langage.

## Biographie
Elizabeth Anscombe nait en 1919 à Limerick, en Irlande. Elle étudie à St Hugh's College d'Oxford et y obtient son diplôme en 1941, puis suit un cycle postdoctoral à Newnham College de 1942 à 1945. Pendant ses études elle se convertit au catholicisme et reste toujours très pieuse. Elle épouse Peter Geach, un autre disciple de Wittgenstein et un philosophe universitaire renommé. Ils ont trois fils et quatre filles.
Après la mort de Wittgenstein en 1951, elle devient l'un des trois exécuteurs de son testament avec Rush Rhees et von Wright. Ils sont chargés de l'édition et de la publication des notes et manuscrits du philosophe. Elle devient l'un de ses interprètes les plus importants, et traduit les Recherches philosophiques en anglais.
Elle s'oppose, en 1956, à la remise par l'Université d'Oxford d'un diplôme de "docteur  honoris causa" au président Harry S. Truman, l'accusant d'avoir tué des innocents lors des bombardements atomiques d'Hiroshima et de Nagasaki, acte qui, selon elle, ne peut se justifier quelles qu'en soient les circonstances.
En 1970, elle est nommée professeure de philosophie à Cambridge et le reste jusqu'en 1986. Son cours inaugural à Cambridge s'intitule Causality and Determination.
Elle considère que certaines choses devaient être interdites dans tous les cas, elle est très attachée à ce qu'elle appelait la « dignité et la valeur de l'humanité » et considère que le respect de celle-ci implique le refus catégorique de l'euthanasie, de l'avortement, de la contraception ou des méthodes de procréation médicalement assistée (fécondation in vitro, etc.). Elle condamne l'homosexualité, à l'opposé de ses collègues libéraux, tels Bernard Williams, en publiant un article sur le sujet (republié ensuite par la Catholic Truth Society (en)). Elle milite aussi activement dans des mouvements « pro-vie » et écrit des articles sur le sujet. Elle est arrêtée devant une clinique anglaise durant une manifestation contre l'avortement,.
Le philosophe Simon Blackburn note que ce respect invoqué pour la dignité de la vie humaine ne l'empêche pas par ailleurs de soutenir la peine de mort comme juste châtiment. Dans ce cas, c'est la protection des plus faibles face aux criminels qui est évoquée.

## L'intention(1956)
En 1956, elle publie L’Intention, une publication qui associe des analyses conceptuelles et des exemples concrets, et y analyse  les concepts d'intention. Son analyse a, selon Roger-Pol Droit, « ouvert la voie à une réhabilitation du raisonnement pratique, négligé depuis Aristote, qui s’est développée largement » depuis.

## La philosophie morale moderne(1958): une critique du légalisme en morale?
Publié dans la revue Philosophy en 1958, « La philosophie morale moderne est l'un des articles les plus célèbres d'Anscombe. Dans celui-ci, elle affirme en particulier qu'en raison du déclin contemporain de la croyance en la loi divine, ou en une théorie du commandement divin, la notion d'obligation morale ou de devoir devrait être abandonnée, au profit d'une éthique fondée sur les vertus. Ses deux autres thèses principales sont que la philosophie morale doit être mise de côté tant qu'on n'aura pas réussi à élaborer une « philosophie de la psychologie adéquate » et que les différences entre les différents philosophes anglo-saxons s'étant intéressés à la philosophie morale depuis Henry Sidgwick (un utilitariste), dont Richard Mervyn Hare (1919-2002), se résument à peu de choses, dès lors que tous convergeraient pour rejeter la morale judéo-chrétienne et ses interdits absolus.
Pour autant, comme le remarque, de façon critique, Simon Blackburn, si Anscombe se refusait à employer les termes d'obligation ou de devoir moral, cela n'implique pas qu'elle en rejetât les concepts : en effet, Anscombe considérait que certaines choses étaient interdites, quelles qu'en soient les conséquences. Elle s'oppose ainsi résolument au « conséquentialisme » (terme qu'elle a forgé), qu'elle distingue de l'utilitarisme traditionnel (old-fashioned), en fondant cette différence sur le fait que Sidgwick ne distinguerait pas, du point de vue de la responsabilité, entre conséquences intentionnelles et conséquences prévues de l'acte.
Toutefois, si elle reproche au conséquentialisme de n'envisager que les conséquences de l'action, Anscombe n'adopte pas pour autant une optique déontologique classique, en ce qu'elle refuse la possibilité même de croire en des lois naturelles (jusnaturalisme), fussent-elles divines, et refuse par ailleurs de rechercher des normes morales dans les normes couramment reçues (c'est-à-dire dans les mœurs et coutumes). Elle accuse ainsi le conséquentialisme de conformisme, faute de disposer d'un standard, d'une règle ou encore d'un canon permettant de juger les actions (autre que l'évaluation par les conséquences).
Selon Blackburn, l'article de 1958 et son insistance sur la vertu éthique eut une influence considérable à Oxford, puis dans le monde, sur le rejet de l'utilitarisme en tant que philosophie politique et morale, ainsi que sur la critique de la conception de l'éthique comme relevant d'un simple choix personnel. En outre, il souligne que les attaques d'Anscombe contre le concept d'obligation morale ont été, par la suite, partagées par des penseurs aussi différents qu'Iris Murdoch et qu'Alasdair MacIntyre, plutôt conservateurs, ou que John Mackie et Bernard Williams, qui ne partagent pas le regret d'Anscombe envers la disparition de cette notion. De même, cet article séminal a été à l'origine d'un courant original de la philosophie morale anglo-saxonne, la dite « éthique de la vertu ». Anscombe ne prétend pas néanmoins (du moins explicitement) opérer un retour à Aristote, mais affirme qu'entre la conception grecque de la vertu et nous, s'est interposée cette « conception légaliste de l'éthique », qui n'a plus aujourd'hui de sens.

## Publications

### Œuvres
- Intention (1957) 
  - Trad. L'Intention, traduit de l'anglais par Mathieu Maurice et Cyrille Michon, préf. Vincent Descombes, Paris, Gallimard, coll. Bibliothèque de Philosophie, NRF, 158 p., 2002  (ISBN 978-2070765942) ; rééd. Folio, coll. Essais, 224 p., 2022  (ISBN 978-2072979804)
- G.E.M. Anscombe; Mary Geach (ed.); Luke Gormally (ed.). Human Life, Action and Ethics, St. Andrews: St Andrews Studies in Philosophy and Public Affairs, 300 pp. (voir la révision critique de l'ouvrage par Simon Blackburn dans le Times Literary Supplement)
- Collected papers, trois volumes (1981) :
  - From Parmenides to Wittgenstein
  - Metaphysics and the Philosophy of Mind
  - Ethics, Religion and Politics

### Articles
- « La philosophie morale moderne » (trad. G. Ginvert et P. Ducray), Klēsis, no 9,‎ 2008 (lire en ligne [PDF]), publié initialement dans Philosophy, vol. 33, no 124, janvier 1958. Repris dans de nombreuses anthologies et dans Human Life, Action and Ethics.
- « En quoi consiste croire quelqu'un » (trad. G. Ginvert), Klēsis, no 13,‎ 2009 (lire en ligne [PDF]), publié initialement dans C. F. Delaney (éd.), Rationality and Religious Belief, Notre Dame, University of Notre Dame Press, 1979, p. 141-151.